# ロシア連邦道路M7
ロシア連邦道路 M7（ロシアれんぽうどうろ M7、ロシア語: Федеральная автомобильная дорога М7 «Во́лга»）または連邦道路ヴォルガは、ロシア連邦のモスクワとウファを結ぶロシア連邦道路である。モスクワ州、ヴラジーミル州、ニジニ・ノヴゴロド州、チュヴァシ共和国、タタールスタン共和国、バシコルトスタン共和国を経由する。総距離は1351kmであるが、これに加えウラジミールからイヴァノヴォの102km、エラブガからペルミの512kmも含まれる。E017号線、E22号線の一部である。ロシア連邦道路R254とも接続している。これは正式にはロシア連邦道路M5の続きであるが、モスクワからはM7を経由するのが最短ルートである。
モスクワ市内から「黄金の環」のウラジーミル、スーズダリなどへのバス観光には通る道である

## 路線状況

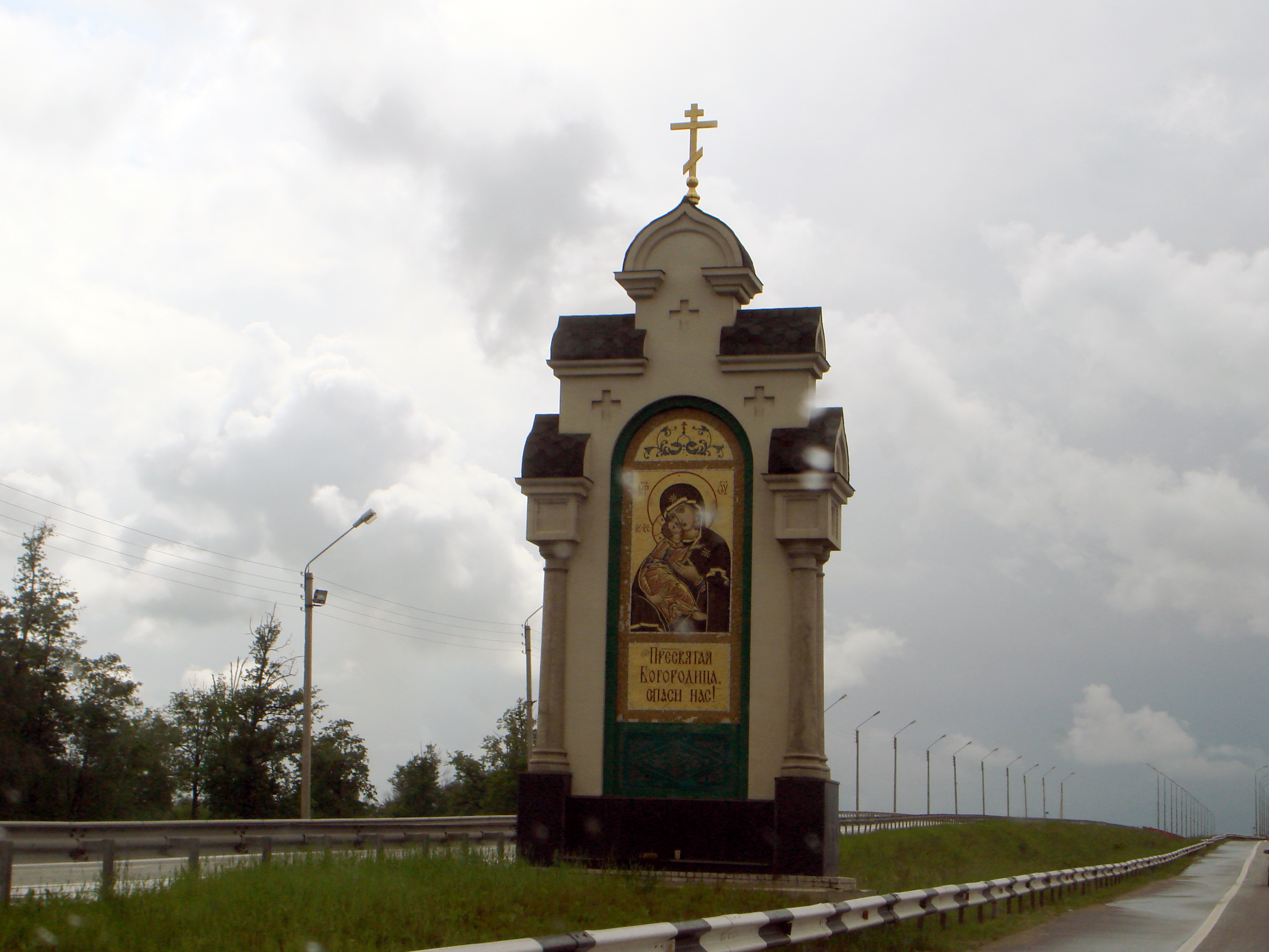
ニジニ・ノヴゴロド州とヴラジーミル州の境付近にあるイコン

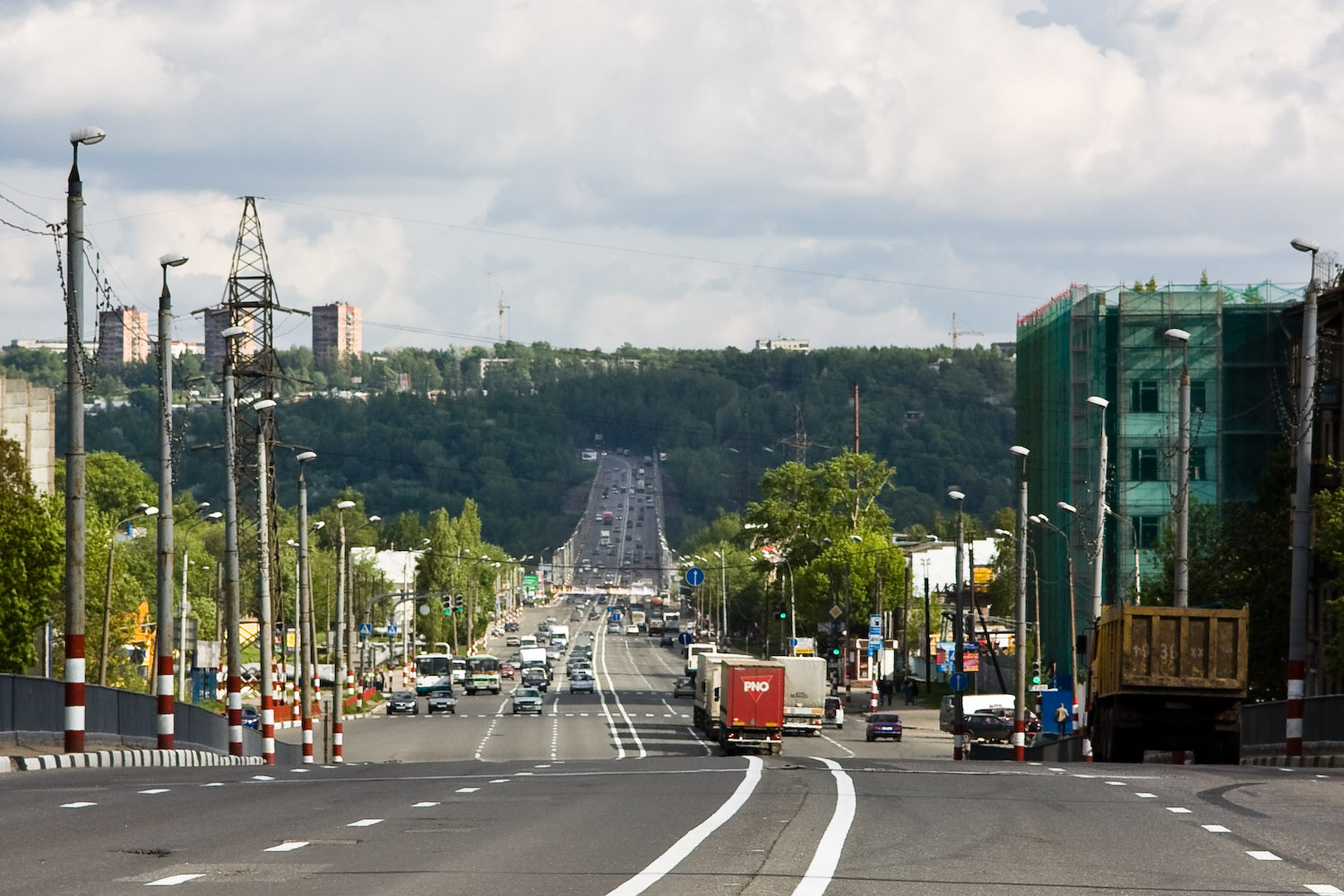
ニジニ・ノヴゴロド

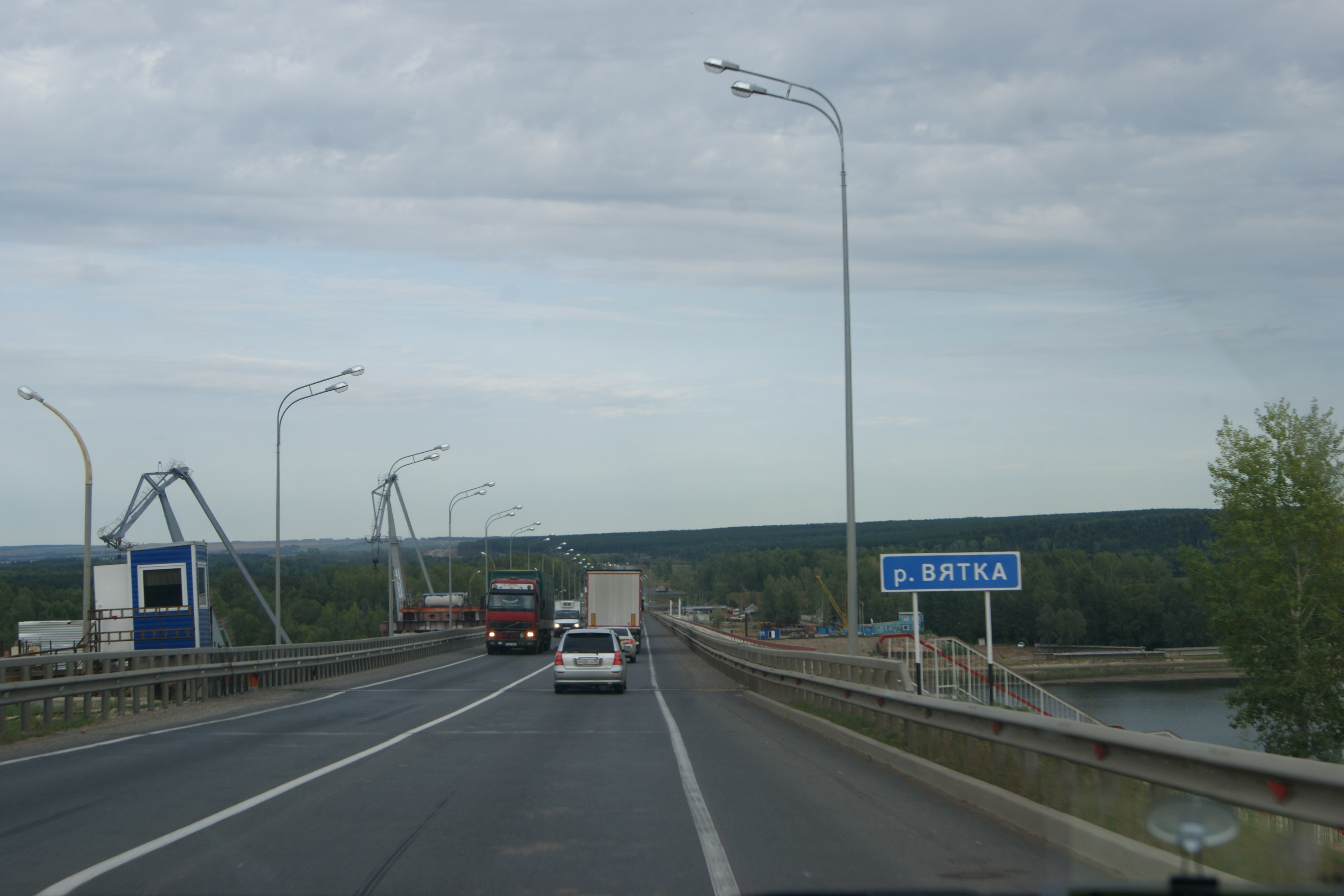
ヴャトカ川

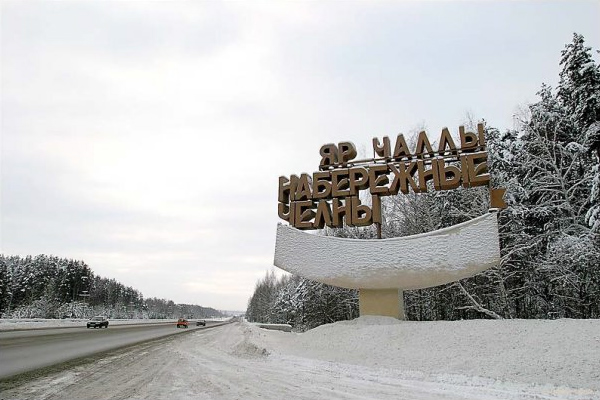
ナーベレジヌイェ・チェルヌイ

モスクワ環状道路とウラジミール通りの交差点に始まる。主に湿地や草原の中を走り、沿線は1月に-10℃、7月に20℃程度の気候である。
モスクワ州では湿地の平らな土地を通過するため、水害の被害を受けることがある。多くの区間が直線で橋を除き急な勾配がない。照明や信号も充実し、各車線最低3.5mの幅を持ち少なくとも8車線である。この区間ではアスファルトとコンクリートで舗装されている。2014年に、M7の南に同じ経路の有料道路がノギンスクまで開通する予定である。
ウラジーミル州ではモスクワと異なり荒れた地形となり、大きな勾配と急な曲線がある。ウラジミール州に入ってからウラジーミルまでの76kmは8車線で間に分離帯もあるため、4万台/日の交通量に耐えられる。時々強烈な雨が降り、この時は非常に危険になる。ウラジーミルをでると4車線となる部分も出てくるがほぼ8車線であり渋滞は発生しにくい。
ニジニ・ノヴゴロド州ではニジニ・ノヴゴロドまで車線は4-12車線であり道路状態も良好で、4万5千台/日を超える交通量がある。しかしニジニ・ノヴゴロドがらチュヴァシ共和国までの区間は急な上下が続き、センターラインがない二車線道路となるため事故が発生しやすい。定期的に補修はされているものの舗装の質は高くはない。
チュヴァシ共和国の160～170kmの区間はゴーリキー高速道路と呼ばれる。首都であるチェボクサル周辺を除き舗装状態は悪い。チェボクサルからタタルスタン共和国までは4車線であるが定期的に追い越しのため6車線となる。
ザイミシェンスキー橋が2011年に開通するまではチュヴァシ共和国のブヤゾヴィエ村とタタルスタン共和国のゼレノドリスクの間でフェリーが運行され、冬には凍った川に道路が整備された。橋の開通後も2013年までフェリーの運行は続けられた。
タタルスタン共和国に橋で入るとカザンバイパス道路に入りカザンに着く。ママディシュでヴャトカ川を越えメンデレーエフスク、ナーベレジヌイェ・チェルヌイを経由する。2013年にママディシュの橋が改修され車線が増えた。
バシコルトスタン共和国では丘陵地帯を進む。ほとんどが4車線でウファの周辺は8車線になる。
| 場所                   | 方面                     | 道路名                                |
| ---------------------- | ------------------------ | ------------------------------------- |
| 0km                    |                          | モスクワ環状道路                      |
| ノギンスク             |                          | モスクワ内環状道路/ロシア連邦道路A107 |
| オジェレルキ           |                          | モスクワ外環状道路/ロシア連邦道路A108 |
| コリチューギノ         |                          | ロシア連邦道路R75                     |
| ユーリエフ・ポリスキー | ペレスラヴリ・ザレスキー | ロシア連邦道路R74                     |
| コヴロフ               | キネシマ                 | ロシア連邦道路R71                     |
| ヴャズニキ             | ムーロム                 | ロシア連邦道路R76                     |
| ニジニ・ノヴゴロド     | サラトフ                 | ロシア連邦道路R158                    |
| トシヴィルスク         | ウリヤノフスク           | ロシア連邦道路A151                    |
| ブインスク             | ウリヤノフスク           | ロシア連邦道路R241                    |
| カザン                 | ペルミ                   | ロシア連邦道路R242                    |
| ウファ                 | モスクワ                 | ロシア連邦道路M5                      |
| ウファ                 | ノボシビルスク           | ロシア連邦道路R254                    |